# 岩切哲章
岩切 哲章（いわきり てつあき）は、日本の元建設技官。建設省近畿地方建設局木津川上流工事事務所長等を歴任。
元国際協力機構（JICA）派遣専門家（インドネシア・フィリピン）。

## 経歴
1959年大阪工業大学工学部土木工学科（現在の都市デザイン工学科）卒業。
建設省（現在の国土交通省）河川局防災課入省。同省近畿地方建設局企画部、河川部などで災害査定の業務に従事。1988年同局木津川上流工事事務所長。
また、JICA派遣専門家としてインドネシア（1978年）、フィリピン（1990年）への海外技術援助業務にも携わった。
国内外の河川・防災整備などの社会基盤整備に貢献した。
2006年秋の叙勲に於いて、瑞宝双光章を受章。